# Ginásio Estadual Geraldo José de Almeida

Ginásio Estadual Geraldo José de Almeida je dvorana u São Paulou, u Brazilu.